# Pleurotomella imitator
Pleurotomella imitator é uma espécie de gastrópode do gênero Pleurotomella, pertencente a família Raphitomidae.